# Трансгенерационная травма
Трансгенерационная травма — понятие из психологии и психотерапии, психологическая травма (психотравма), сформированная в поколениях членов семьи (родственников) в результате воздействия травмирующих событий и обстоятельств жизни, и переданная потомкам в результате трансгенерационной передачи (лат. «genus» колено — поколения рода, семьи). Термин и понятие, используемые в психоанализе и психотерапии для выявления и обозначения связи психологического, физического, ментального состояния и проблематики современника с событиями жизни предков. Концепция механизма формирования и передачи трансгенерационной травмы предложена в работах французского психолога, профессора Анн Шутценбергер как «синдром предков», развита Иваном Бузормени-Надем, Николя Абрахамом, Фанитой Инглиш, Дааном вааном Кампенхаутом. Формирование психопатологических синдромов тревожности, панических атак, фобических расстройств и психосоматической патологии в большой степени имеет фундаментом трансгенерационную травму. Многие психологические и психотерапевтические направления изучают трансгенерационную травму в рамках трансгенерационного подхода, в том числе рассматривая феномен «коллективной травмы».
Наследственное влияние трансгенерационной передачи просматривается уже в связи с современными событиями. Трансгенерационная травма есть структурной частью формирования семейных сценариев.

### Трансгенерационная травма Холокоста
Трансгенерационная травма, сформированная трагичными событиями геноцида еврейского населения имеет стойкую наследственную передачу в поколениях.